# Ashley Taylor
Ashley Taylor est une actrice américaine née le 23 juin 1968.

## Filmographie
- 1995 : Little Bear (série télévisée) (voix)
- 1995 : Under the Piano, de Stefan Scaini (TV)
- 1995 : Almost Golden: The Jessica Savitch Story, de Peter Werner (TV)
- 1996 : Les Graffitos (Stickin' Around), de John Halfpenny, Brianne Leary, Robin Steele et Doug Thomas (série télévisée) (voix)
- 1998 : Chair de poule (Goosebumps) (série télévisée) : Martha (épisode 22 saison 3 : Un prof pas comme les autres)
- 1998 : Les Démineurs (Sweepers), de Keoni Waxman
- 2001 : Médabots (Medabots) (série télévisée) (voix)
- 2002 : Torso: The Evelyn Dick Story, d'Alex Chapple (TV)
- 2003 : Missing : Disparus sans laisser de trace (1-800-Missing) (série télévisée) (épisode Basic Training)
- 2010 : Un cœur à l'envers (Flipped) de Rob Reiner : Sherry Stalls
- 2011 : Le Chaperon (The Chaperone) de Stephen Herek : Mererith